# Peugeot 408 X
Peugeot 408 X — компактный кроссовер производства французской компании Peugeot, представленный в июне 2022 года. Он расположен в иерархии между 308, 3008 и 508.
Впервые автомобиль был представлен на Парижском автосалоне. Он основан на платформе EMP2, тесно связанной с третьим поколением 308, и механически не связан с одноимённым седаном.

## Описание
Разработка кроссовера Peugeot 408 компанией PSA Group заняла семь лет (начиная с 2015 года) из-за его радикальной концепции. Руководителем проекта являлась менеджер Орели Брессон. Кодовое обозначение автомобиля — P54. Похожая концепция дизайна применяется в Citroën C5 X, который, равно как и 408, выпускается на платформе EMP2 V3. Коэффициент аэродинамического сопротивления составляет 0,28 Кд, по аналогии с седанами. 408 X имеет те же светотехнику и приборную панель, что и третье поколение 308, которое разрабатывалось параллельно.

Кроссовер Peugeot 408 производится с 2022 года в Мюлузе, Франция, и с 2023 года в Чэнду, Китай. На китайском рынке автомобиль носит название Peugeot 408 X.
- Вид сзади
- Интерьер

### 408 First Edition
Британское подразделение Peugeot выпустило ограниченную серию First Edition на базе комплектации GT. Всего было выпущено 50 единиц.

## Технические характеристики
Кроссовер Peugeot 408 выпускается только с автоматической трансмиссией, без опций ручного управления. Автомобили оснащаются двигателями внутреннего сгорания объёмом 1,2—1,6 л, мощностью 96—165 кВт (128—222 л. с.) и электродвигателем мощностью 81 кВт (109 л. с.).
| Бензиновые двигатели  | Бензиновые двигатели                       | Бензиновые двигатели                                                                                                  | Бензиновые двигатели                                                                                                  | Бензиновые двигатели                        |
| --------------------- | ------------------------------------------ | --- | --- | ------------------------------------------- |
| Модель                | 1.2 PureTech                               | 1.6 PureTech Hybrid                                                                                                   | 1.6 PureTech Hybrid                                                                                                   | 1.6 Puretech THP 215                        |
| Количество цилиндров  | 3                                          | 4 + электродвигатель                                                                                                  | 4 + электродвигатель                                                                                                  | 4                                           |
| Тип                   | Турбированный, с непосредственным впрыском | Турбированный, с непосредственным впрыском                                                                            | Турбированный, с непосредственным впрыском                                                                            | Турбированный, с непосредственным впрыском  |
| Объём (см3)           | 1199 см3                                   | 1598 см3 | 1598 см3 | 1598 см3                                    |
| Мощность (кВт; л. с.) | 97 кВт (130 л. с.) при 5500 об/мин         | ДВС: 110 кВт (150 л. с.) Электродвигатель: 82 кВт (110 л. с.) при 2500 об/мин Суммарная мощность: 130 кВт (180 л. с.) | ДВС: 130 кВт (180 л. с.) Электродвигатель: 82 кВт (110 л. с.) при 2500 об/мин Суммарная мощность: 168 кВт (225 л. с.) | 160 кВт (215 л. с.)                         |
| Крутящий момент (Н⋅м) | 230 Н⋅м при 1750 об/мин                    | ДВС: 250 Н⋅м при 1750 об/мин Электродвигатель: 320 Н⋅м при 500—2500 об/мин Суммарный крутящий момент: 360 Н⋅м         | ДВС: 250 Н⋅м при 1750 об/мин Электродвигатель: 320 Н⋅м при 500—2500 об/мин Суммарный крутящий момент: 360 Н⋅м         | 300 Н⋅м при 1750 об/мин                     |
| Трансмиссия           | 8-скор. АКПП (EAT8)                        | 8-скор. АКПП (e-EAT8)                                                                                                 | 8-скор. АКПП (e-EAT8)                                                                                                 | 8-скор. АКПП (e-EAT8)                       |
| Примечания            | Euro 6d                                    | Euro 6d | Euro 6d | Предназначен для рынков за пределами Европы |

## Продажи
| Год  | Европа | Турция |
| ---- | ------ | ------ |
| 2022 | 1,047  |        |
| 2023 |        | 9,729  |
| 2024 |        | 11,986 |